# Сылвица (приток Сюзьвы)
Сылвица — река в России, протекает в Карагайском и Нытвенском районах Пермского края. Устье реки находится в 34 км по левому берегу реки Сюзьва. Длина реки составляет 18 км.
Исток реки на Верхнекамской возвышенности у деревни Посердцы в 18 км к северу от села Григорьевское. Исток лежит на водоразделе с бассейном Обвы. Верховья находятся в Карагайском районе, прочее течение — в Нытвенском. Река течёт на юг, протекает деревни Горбуново, Рожки, Шулаки, Балагуры, Арапово. Приток — Жайгорка (левый). Впадает в запруду на Сюзьве у села Григорьевское.

## Данные водного реестра
По данным государственного водного реестра России относится к Камскому бассейновому округу, водохозяйственный участок реки — Кама от Камского гидроузла до Воткинского гидроузла, речной подбассейн реки — бассейны притоков Камы до впадения Белой. Речной бассейн реки — Кама.
Код объекта в государственном водном реестре — 10010101012111100014127.